# Affaire Gorila
L'affaire Gorilla est un scandale politique slovaque, qui a commencé la divulgation d'un document secret au public en décembre 2011, d'une opération du service de renseignements slovaque dont le nom de codes était Gorila, gorille en langue slovaque.  Ce fichier décrit les détails de prétendus entretiens entre Jaroslav Haščák, chef du groupe financier Penta, et des leaders politiques en 2005 et 2006 et fait état de malversation et de corruption. Le fichier contient également des allégations sur le financement des principaux partis politiques de l'époque Smer-SD,  SDKÚ,  KDH et SMK et de la ministre pour les affaires économiques de l'époque Jirko Malchárek. L'affaire est maintenant à l'enquête. 